# Península Jason
La península Jason (66°10′S 61°10′O / -66.167, -61.167) es una destacada península montañosa de forma irregular y cubierta de hielo, que se ubica entre la ensenada Scar (o bahía Scott) y la caleta Adie (o ensenada Adie) de la costa Oscar II en el este de la península Antártica. 

## Geografía
La península se halla en medio de la barrera de hielo Larsen en el mar de Weddell, separando el sector Larsen C del remanente del Larsen B. Se extiende en dirección este por 78 km de largo desde la base cerca del domo Medea hasta el cabo Framnes (o punta Framnes, a 65°58′S 60°35′O / -65.967, -60.583). Su ancho que varía entre 2 a 10 millas, y su altura alcanza los 1555 m s. n. m.
La península Veier se desprende de la costa sur de la península Jason y se proyecta por 15 millas en dirección sur finalizando en la punta Veier. Tiene un ancho medio de 5 millas y alcanza una altura de 350 m.
En el lado norte destacan las ensenadas Hanza y Standring, y por el lado sur las ensenadas Stratton y Da Silva.

## Historia
La península Jason fue descubierta el 1 de diciembre de 1893 por la expedición noruega liderada por Carl Anton Larsen, quien sin saber que era una península le dio a una de sus elevaciones el nombre de Berg Jason en homenaje a su barco, el Jason. Larsen llamó isla Veier al promontorio más al sur de la península Jason, que en realidad es la península Veier. En 1902 la Expedición Antártica Sueca liderada por Otto Nordenskiöld avistó el nunatak Borchgrevink, denominándolo Jason Island. Desde su base en bahía Esperanza en diciembre de 1947 el Falkland Islands Dependencies Survey exploró su lado oeste, y en mayo y junio de 1953 volvió a explorarla. En septiembre de 1955 el FIDS determinó que era en realidad una península.
El Ejército Argentino inauguró el hoy desaparecido Refugio Mayor Arcondo el 12 de octubre de 1963 en el nunatak Arcondo de la península Jason (66°09′S 61°43′O / -66.150, -61.717). 

## Reclamaciones territoriales
Argentina incluye a la península en el departamento Antártida Argentina dentro de la provincia de Tierra del Fuego, Antártida e Islas del Atlántico Sur; para Chile forma parte de la comuna Antártica de la provincia Antártica Chilena dentro de la Región de Magallanes y de la Antártica Chilena; y para el Reino Unido integra el Territorio Antártico Británico. Las tres reclamaciones están restringidas por los términos del Tratado Antártico.
Nomenclatura de los países reclamantes:
- Argentina: península Jason
- Chile: península Jason
- Reino Unido: Jason Peninsula